# دفتر مرگ (مجموعه تلویزیونی ۲۰۱۵)
دفتر مرگ (به ژاپنی: デスノート) یک مجموعه تلویزیونی درام ژاپنی که اقتباسی از مجموعه مانگایی به همین نام از تسوگومی اوبا (نویسنده) و تاکه‌شی اوباتا (طراح) است. این سریال به نویسندگی یوشیهیرو ایزومی و کارگردانی ریوئیچی اینوماتا و ریو نیشیمورا است که در آن بازیگرانی همچون ماساتاکا کوبوتا در نقش لایت یاگامی، کنتو یامازاکی در نقش اِل و میو یوکی در نقش نیئر / ملو ایفای نقش می‌کنند. دفتر مرگ در تاریخ ۵ ژوئیه ۲۰۱۵ از شبکهٔ نیپون تلویژن به نمایش درآمد.

## بازیگران
- ماساتاکا کوبوتا در نقش لایت یاگامی
- کنتو یامازاکی در نقش ال لاولیت
- جون فوکوشیما صداپیشهٔ شخصیت ریوک
- میو یوکی در نقش نیئر / ملو
- هیناکو سانو در نقش میسا آمانه
- یوتاکا ماتسوشیگه در نقش سویچیرو یاگامی، پدر لایت
- ریکو فوجیوارا در نقش سایا یاگامی، خواهر لایت
- گوکی مائدا در نقش توتا ماتسودا
- جیرو ساتو در نقش کانزو موگی